# 九龍巴士83X線
九龍巴士83X線是香港一條來往沙田（水泉澳）（平日早上部份班次則以黃泥頭為總站）及觀塘碼頭的巴士路線，途經小瀝源、大老山隧道、彩虹邨、九龍灣、牛頭角及觀塘市中心。
九龍巴士83A線是83X的特別路線，由沙田（水泉澳）單向前往觀塘碼頭，於星期一至五早上繁忙時間提供服務，途經大老山隧道、彩虹邨、九龍灣、牛頭角及觀塘市中心。

## 歷史
- 1991年6月29日：配合大老山隧道通車，83X線開辦，來往小瀝源廣源邨及觀塘碼頭，成為首條來往兩地的公共交通路線。
- 1998年9月28日：改為全線空調服務，亦為九巴改善大老山隧道路線的車廂空氣質素行動劃上句號。
- 1999年9月25日：配合小瀝源路線總站微調，本線由廣源延長至黃泥頭。
- 2015年9月5日：增設到站時間預報。[1]
- 2015年10月12日：83A線開辦，來往水泉澳及觀塘碼頭，只在星期一至五繁忙時間服務。
- 2017年8月19日：83X線提升至每天全天服務：除了星期一至五早上繁忙時間外維持以黃泥頭為總站，其餘時間所有班次延長至水泉澳，來回程維持繞經廣源邨及黃泥頭，並加密繁忙時段班次；此外，83A線加強上午繁忙時間服務，加密班次，並取消所有下午由觀塘碼頭開出的回程班次。
- 2017年12月9日：83A線頭班車提早至07:05開出，83X線每日由水泉澳開出的頭班車時間提早至05:40，星期一至五由觀塘碼頭開出的頭班車時間提早至05:50[2][3]。
- 2019年7月29日：83A線平日在07:25由水泉澳開出的班次，改為07:22開出。

## 服務時間及班次
83X
| 水泉澳／黃泥頭開 | 水泉澳／黃泥頭開 | 水泉澳／黃泥頭開 | 觀塘碼頭開       | 觀塘碼頭開          | 觀塘碼頭開          |  |
| 日期             | 服務時間         | 班次（分鐘）     | 日期             | 服務時間            | 班次（分鐘）        |  |
| ---------------- | ---------------- | ---------------- | ---------------- | ------------------- | ------------------- |  |
| 星期一至五       | 05:40-06:40      | 20               | 星期一至五       | 05:50-08:20         | 30                  |  |
| 星期一至五       | 07:05            | 07:05            | 星期一至五       | 08:45-10:00         | 25                  |  |
| 星期一至五       | 07:20-07:56      | 12               | 星期一至五       | 10:00-17:20         | 20                  |  |
| 星期一至五       | 07:56-08:29      | 11               | 星期一至五       | 17:20-17:50         | 15                  |  |
| 星期一至五       | 08:42、08:55     | 08:42、08:55     | 星期一至五       | 17:50-18:46         | 8                   |  |
| 星期一至五       | 09:00-19:00      | 20               | 星期一至五       | 18:46-19:10         | 12                  |  |
| 星期一至五       | 19:00-20:15      | 25               | 星期一至五       | 19:10-22:50         | 20                  |  |
| 星期一至五       | 20:15-00:15      | 30               | 星期一至五       | 23:15、23:45、00:15 | 23:15、23:45、00:15 |  |
| 星期六           | 05:40-06:30      | 25               | 星期六           | 05:50-10:00         | 25                  |  |
| 星期六           | 06:30-10:00      | 15               | 星期六           | 10:00-17:00         | 20                  |  |
| 星期六           | 10:00-19:00      | 20               | 星期六           | 17:00-19:15         | 15                  |  |
| 星期六           | 19:00-20:15      | 25               | 星期六           | 19:15-00:15         | 20                  |  |
| 星期六           | 20:15-00:15      | 30               |                  |                     |                     |  |
| 星期日及公眾假期 | 05:40-06:40      | 30               | 星期日及公眾假期 | 05:50-10:00         | 25                  |  |
| 星期日及公眾假期 | 06:40-19:00      | 20               | 星期日及公眾假期 | 10:00-17:40         | 20                  |  |
| 星期日及公眾假期 | 19:00-20:15      | 25               | 星期日及公眾假期 | 17:40-18:10         | 15                  |  |
| 星期日及公眾假期 | 20:15-00:15      | 30               | 星期日及公眾假期 | 18:10-22:10         | 20                  |  |
|                  |                  |                  |                  | 22:10-00:15         | 25                  |  |

- 綠字班次以黃泥頭站為起/終點站

83A
- 星期一至五：
  - 水泉澳開：07:05、07:30、07:55、08:15、08:45

星期六、日及公眾假期不設服務

## 收費
83X/83A
全程：$7.8
- 過大老山隧道後往觀塘碼頭：$7.1
- 過大老山隧道後往黃泥頭／水泉澳：$6（只適用於83X）

| - 本線設有12歲以下小童及65歲或以上長者半價優惠。 - 65歲或以上香港居民使用「樂悠咭」，以及12歲以下合資格殘疾兒童使用「殘疾人士身份」個人八達通繳付車資，均可享有每程$2.0或半價（以較低者為準）的票價優惠；12至64歲合資格殘疾人士使用「殘疾人士身份」個人八達通（包括「樂悠咭」），以及60至64歲香港居民使用「樂悠咭」繳付車資，均可享有每程$2.0或全費（以較低者為準）的票價優惠。 - 65歲或以上長者如使用長者或一般個人八達通繳付車資，則只可享有半價優惠；12至64歲合資格殘疾人士如不使用「殘疾人士身份」個人八達通，以及60至64歲人士如不使用「樂悠咭」繳付車資，必須繳付全費。 - 乘客可以現金或八達通於上車時付款，不設找續。 - 每位成人乘客可免費攜帶最多兩名4歲以下而不佔座位的兒童乘客乘車，超額之4歲以下小童必須繳付小童車費乘車。 - 持有「九巴月票」之乘客在車票有效期內，每日可享最多10程任何九龍巴士及龍運巴士路線（包括本路線，以及聯營路線的九龍巴士／龍運巴士提供的班次；惟乘搭機場「A」及「NA」線則可享原價二七折優惠（不會計算每天10次合資格車程））；而B1線則每日可享最多各2程（不會計算每天10次合資格車程）。 - 九龍巴士、城巴、龍運巴士及陽光巴士全職員工及家屬（不包括外判職員）可免費乘搭本路線，惟必須拍職員或職員家屬八達通。 - 乘客亦可透過多元化電子支付系統（e度嘟）繳付車資，包括使用非接觸式VISA卡、JCB卡、萬事達卡、銀聯卡、美國運通、大來國際、Discover Card、Apple Pay、Google Pay、Samsung Pay、AlipayHK「易乘碼」、支付寶、WeChatHK／微信支付「搭車碼」、銀聯雲閃付「乘車碼」及BOC Pay「乘車碼」。乘客使用此付款方式，使用此支付方式的乘客可享有中途下車之分段收費，以及與其他九巴／龍運獨營路線或聯營線九巴／龍運班次之轉乘優惠，惟不適用於與非九巴／龍運路線之轉乘優惠，亦不能享有「公共交通費用補貼計劃」及「長者及合資格殘疾人士公共交通票價優惠計劃」。 |

### 八達通轉乘計劃
乘客登上本線後150分鐘內以同一張八達通卡轉乘以下路線，或從以下路線登車後150分鐘內以同一張八達通卡轉乘本線，次程可獲車資折扣優惠：
83X/A←→九龍市區路線，次程可獲$4.2折扣優惠
- 83X/A往觀塘 → 3M任何方向、13M、14B、15A、16M、23M、28B或29M
- 3M、13M、14B、15A、16M、23M、28B或29M → 83X往沙田

83X/A←→14X
- 83X/A往觀塘 → 14X往鯉魚門，次程可獲$4.4折扣優惠
- 14X往尖沙咀 → 83X往沙田，次程可獲$7.4折扣優惠

83X/A←→將軍澳／西貢／清水灣路線，次程可獲$4.2折扣優惠
- 83X/A往觀塘 → 91、91M/P、92、98、98A、290、290A、290E、290X或296A往將軍澳／西貢／清水灣
- 91、91M/P、92、98、98A、290、290A、290E、290X或296A往九龍 → 83X往沙田

83X/A←→九巴大老山隧道路線（通宵線、過海隧道路線除外），次程可獲$4.2折扣優惠

## 使用車輛
本線分別由九巴沙田及九龍灣車廠派車行走，開辦初期以利蘭勝利二型（G）和丹尼士喝采巴士（N）為主力，及後採用載客量極高的利蘭奧林比安12米非空調巴士（3BL），以應付早上前往九龍東的龐大客量。隨著九巴為大老山隧道路線改善車廂空氣質素，有關路線陸續改派空調巴士行走。本線終在1998年9月轉為全線空調服務，成為最後一條、也是唯一由全線非空調轉為空調的大老山隧道九巴路線，當時用車為丹尼士巨龍11米（AD）。
由於本線客量相當穩定，用車沒有太大變動，多年來以11米和12米的富豪奧林比安（AV／3AV）及丹尼士巨龍（AD／3AD）空調巴士提供服務，而逐漸成為香港巴士主流的特低地台巴士，會偶爾在臨時車務調動時行走本線，而平日亦有來自83K的富豪超級奧林比安（3ASV58／JH3385）於平日早上繁忙時間支援本路線，為唯一固定低地台巴士班次，但只行走單程由黃泥頭往觀塘碼頭。
此外，83X多年來未有低地台巴士，終於2013年2月28日起加入1輛低地台巴士，亦是途經大老山隧道中，最後1條引入低地台巴士服役。
現時本線獲派10輛亞歷山大丹尼士Enviro 500 MMC 12米 (ATENU) 空調巴士。
| 車隊編號 | 車牌   |
| -------- | ------ |
| ATENU377 | TC7564 |
| ATENU788 | TU1832 |
| ATENU914 | TY 995 |
| ATENU917 | TY 791 |
| ATENU918 | TY2042 |
| ATENU919 | TY2133 |
| ATENU921 | TY4934 |
| ATENU922 | TY5921 |
| ATENU982 | UB6711 |
| ATENU987 | UB8102 |

## 行車路線
水泉澳開經：（多石街、沙田圍路、*牛皮沙街、*廣善街、*小瀝源路）*黃泥頭巴士總站、小瀝源路、大老山隧道、斧山道、迴旋處、斧山道、斧山道天橋、彩虹道、彩虹通道、太子道東、觀塘道、開源道及觀塘碼頭通道。
（星期一至五07:10-09:00或之前由黃泥頭開出之班次不經括號內的街道，另83A線不經有*號的街道）
觀塘碼頭開經：偉業街、敬業街、成業街、茶果嶺道、鯉魚門道、觀塘道、觀塘道下通道、觀塘道、彩虹交匯處、龍翔道、大老山隧道、沙田圍路、小瀝源路、黃泥頭巴士總站、(小瀝源路、廣善街、牛皮沙街、沙田圍路及多石街。)
（星期一至五08:15或之前由觀塘碼頭開出之班次不經括號內的街道）

### 沿線車站
83A/83X
| 水泉澳／黃泥頭開 | 水泉澳／黃泥頭開         | 水泉澳／黃泥頭開       | 觀塘碼頭開 | 觀塘碼頭開       | 觀塘碼頭開           |
| 序號             | 車站名稱                 | 位置                   | 序號       | 車站名稱         | 位置                 |
| ---------------- | ------------------------ | ---------------------- | ---------- | ---------------- | -------------------- |
| 1#               | 水泉澳巴士總站           | 水泉澳公共運輸交匯處   | 1          | 觀塘碼頭巴士總站 | 觀塘碼頭巴士總站     |
| 2#               | 多石街                   | 多石街                 | 2          | 敬業街           | 敬業街               |
| 3#*              | 牛皮沙新村               | 牛皮沙街               | 3          | 成業街休憩公園   | 茶果嶺道             |
| 4#*              | 香港恒生大學             | 廣善街                 | 4          | 駿業里（C3）           | 觀塘道               |
| 5#*              | 廣源邨廣柏樓             | 廣善街                 | 5          | 創紀之城（B6）   | 觀塘道               |
| 6*               | 黃泥頭巴士總站           | 黃泥頭公共運輸交匯處   | 6          | 定富街           | 觀塘道               |
| 7*               | 廣源邨                   | 小瀝源路               | 7          | 牛頭角下邨       | 觀塘道               |
| 8*               | 小瀝源                   | 小瀝源路               | 8          | 德福花園         | 觀塘道               |
| 9                | 大老山隧道（A2）         | 大老山公路             | 9          | 九龍灣站         | 觀塘道               |
| 10               | 彩虹邨碧海樓             | 彩虹邨通道             | 10         | 啟泰苑           | 觀塘道               |
| 11               | 啟業邨                   | 觀塘道                 | 11         | 彩虹邨紅萼樓     | 龍翔道               |
| 12               | 九龍灣站（東九文化中心） | 觀塘道                 | 12         | 大老山隧道（B4） | 大老山公路           |
| 13               | 牛頭角下邨               | 觀塘道                 | 13         | 小瀝源           | 小瀝源路             |
| 14               | 觀塘道休憩處             | 觀塘道                 | 14         | 帝堡城           | 小瀝源路             |
| 15               | 創紀之城（U6）           | 觀塘道                 | 15         | 黃泥頭巴士總站   | 黃泥頭公共運輸交匯處 |
| 16               | 觀塘市中心（T1）         | 觀塘道                 | 16#        | 廣源邨廣榕樓     | 廣善街               |
| 17               | 開源道                   | 開源道                 | 17#        | 香港恒生大學     | 廣善街               |
| 18               | 觀塘碼頭巴士總站         | 觀塘碼頭巴士總站       | 18#        | 牛皮沙新村       | 牛皮沙街             |
|                  |                          |                        | 19#        | 多石街           | 多石街               |
| 20#              | 水泉澳巴士總站           | 水泉澳邨公共運輸交匯處 |            |                  |                      |

- 註

1. 83A線不停有*號之車站。

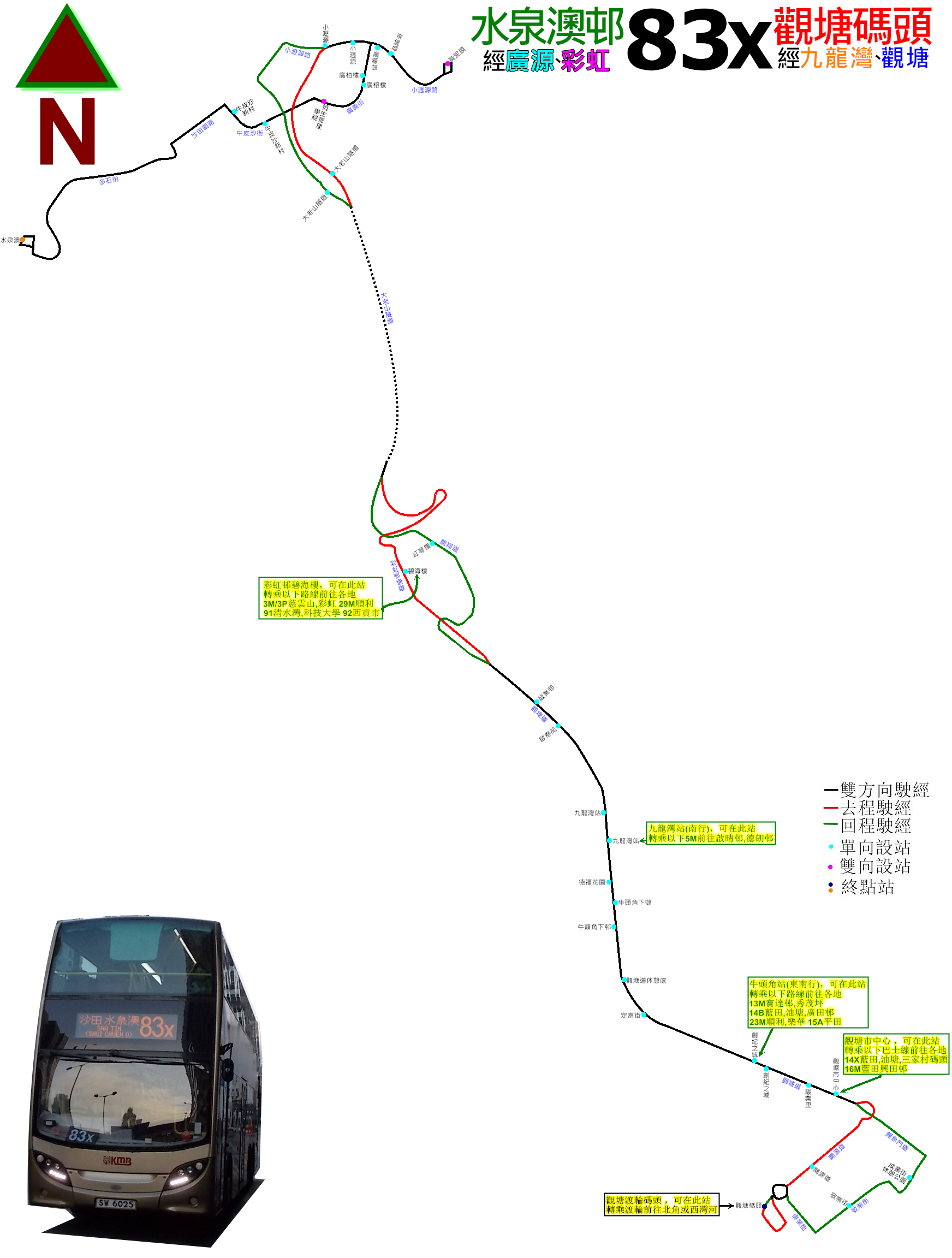
此線及83A線的走線圖，當中橙線表示83A線沙田區走線

2. 83X線以黃泥頭為起/終點站的班次，不停有#號之車站。

## 利用狀況
本線提供水泉澳邨、廣源邨、黃泥頭等一帶往返東九龍服務，繁忙時段客量不俗，但非繁忙時間需求不高，偶然會出現吉車遊街情況。不過由於水泉澳邨、黃泥頭等均遠離港鐵站，即使屯馬綫通車後，客量也不太受影響。